# Борисово (Павлово-Посадский городской округ)
Бори́сово — деревня в Московской области России. Входит в Павлово-Посадский городской округ. Население — 87 чел. (2010).

## География
Деревня Борисово расположена в северной части городского округа, примерно в 7 км к северу от города Павловский Посад. Высота над уровнем моря 132 м. В 2 км к югу от деревни находится озеро Данилище. Ближайшие населённые пункты — деревни Кузнецы и Михалёво.

## История
В 1926 году деревня являлась центром Борисовского сельсовета Павлово-Посадской волости Богородского уезда Московской губернии.
С 1929 года — населённый пункт в составе Павлово-Посадского района Орехово-Зуевского округа Московской области, с 1930-го, в связи с упразднением округа, — в составе Павлово-Посадского района Московской области.
До муниципальной реформы 2006 года Борисово входило в состав Кузнецовского сельского округа Павлово-Посадского района.
В 2000-х гг. в деревне была сооружена часовня.
С 2004 до 2017 гг. деревня входила в Кузнецовское сельское поселение Павлово-Посадского муниципального района.

## Население
В 1926 году в деревне проживало 296 человек (130 мужчин, 166 женщин), насчитывалось 58 хозяйств, из которых 56 было крестьянских. По переписи 2002 года — 42 человека (12 мужчин, 30 женщин).
| 1926 | 2002 | 2006 | 2010 |
| ---- | ---- | ---- | ---- |
| 296  | ↘42  | →42  | ↗87  |